# Uitlandeři
Uitlandeři je pojmenování pro ne-búrské obyvatele, především Brity z Kapské kolonie, kteří se usadili v jihoafrických nezávislých republikách  Oranžsku a Transvaalu. 

## Popis událostí
Hlavní důvod byl u většiny novousedlíků ekonomický, v souvislosti s objevem nalezišť bohatých na zlato a diamanty v tomto regionu. Od oznámení objevu v roce 1886 se populace uitlanderů v následujících deseti letech zvýšila až  na 60 000 osob, což znamenalo značnou převahu nad 30 000 původními Búry. Ti proto odmítali přiznat novousedlíkům plná občanská práva a uvalili na ně vysoké daně, což byla pro kapskou koloniální vládu, stejně jako Velkou Británii záminka pro uplatňování koloniální politiky a intervence v zemi. Búrský odpor vyústil až v druhou búrskou válku, ve které byli Búrové poraženi a Transvaal byl s příslibem pozdější autonomie zařazen mezi britské kolonie. V roce 1910 se stal Transvaal provincií britského dominia Jihoafrická unie.